# Македонци у Уједињеном Краљевству
Македонци у Уједињеном Краљевству (мкд. Македонци во Обинето Кралство) односи се на људе из Северне Македоније који су формирали заједнице у Уједињеном Краљевству или су рођени у Уједињеном Краљевству. Попис становништва у Великој Британији 2011. забележио је укупно 2.983 становника који су исказивали да је њихова земља родна Македонија.

## Историја Македонаца у Уједињеном Краљевству
Већина Македонаца у Британију је стигла након што је СФРЈ дозволила емиграцију на Запад 1960-их и 1970-их. Многи Македонци, посебно из региона Демир Хисар, Битољ и Прилеп, отишли су у Британију током овог периода. Током 1980-их многи професионалци су напустили Скопље да би радили у Лондону за СР Македонију и за међународне организације које су тамо стациониране. Након распада Југославије стотине етничких Македонаца отишло је у Британију. Након југословенских ратова 1990-их, многи етнички Македонци и Албанци из нове независне Републике Македоније отишли су у Британију као избеглице.
Попис становништва у Великој Британији 2001. забележио је 1.285 људи рођених у Македонији. Попис становништва Уједињеног Краљевства 2011. забележио је 2.882 становника Македоније у Енглеској, 32 у Велсу, 56 у Шкотској, и 13 у Северној Ирској.

## Организације
Унутар Уједињеног Краљевства основане су многе организације са седиштем у етничким Македонцима. Најзначајније је „Удружење Македонаца у Уједињеном Краљевству“ (мкд. Асоцијација на Македонци во Обинето Кралство). Ова група је била кључна у организовању догађаја међу етничком македонском заједницом у Британији. Они су такође допринели освећењу Македонске православне цркве у Лондону заједно са Амбасадом Републике Македоније у Лондону.
Најистакнутије културно-уметничко друштво у оквиру заједнице етничких Македонаца у Уједињеном Краљевству је етничко македонско културно уметничко друштво „Сонце“. Основана је у Лондону 17. новембра 2003.

## Македонска православна црква
Македонску православну цркву „Свети Архангел Михаило и сви анђели“, основали су досељеници из Македоније 1993. године. Прво је организовала литургију само једном годишње за Васкрс, али је 2007. године постављен резидентни свештеник. Следеће, 2008. године, капела у Сохоу у Лондону постала је дом Македонске православне цркве и од тада се тамо служе литургије на македонском најмање једном месечно. Било је планова да се на месту цркве изгради Културни центар.
2010. године формирана је недељна црквена школа за македонски језик са одељењем од око 15 деце. У 2014. отворена су три нова одељења, један у Лондону, један у Литлхемптону и трећи у Оксфорду.